# Dunama janewaldronae
Dunama janewaldronae  (лат.) — вид бабочек-хохлаток (Nystaleinae) из семейства Notodontidae. Эндемик Центральной Америки: Коста-Рика, на восточных склонах Cordillera Volcanica de Guanacaste на высотах от 400 до 680 м. Длина передних крыльев самцов 12,5—13,4 мм. Цвет серо-коричневый. Гусеницы питаются растениями рода Chamaedorea dammeriana, Geonoma congesta, Geonoma cuneata, Prestoea decurrens, Welfia regia)
Вид D. janewaldronae был назван в честь Ms. Jane Waldron, прабабушки Джесси Хилл (Jessie Hill, Филадельфия и Гавайи) в признании вклада Jessie Hill в охрану лесов, где обитает данный вид.

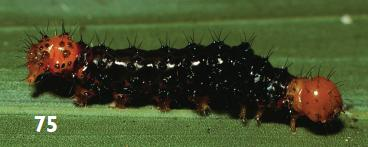
Гусеница последнего возраста
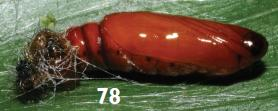
Куколка
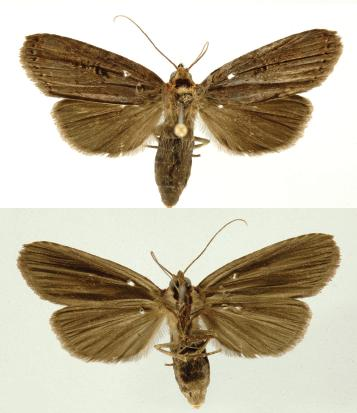
Самка Dunama janewaldronae